# 莫斯科条约 (1921年)
莫斯科条约，或称苏土友好条约（土耳其語：Moskova Antlaşması）是俄罗斯苏维埃联邦社会主义共和国和土耳其大国民议会政府于1921年3月16日签署的条约。条约签署时，土耳其共和国和苏联均未成立。当时国际上获得普遍承认的土耳其政府是奥斯曼帝国穆罕默德六世政府，但鄂圖曼政府当时已签署塞夫尔条约（后被土耳其国民运动废除），故不是莫斯科条约的缔约方。
缔约双方政府承诺两国之间建立友好关系。该条约明确，“土耳其”所包含的领土以1920年1月28日鄂圖曼議會通过的国民公约为基准。条约第六条规定，俄国和土耳其过去签订的合约一律作废。第二条规定，土耳其将巴统及临近的萨尔皮以北地区转让给格鲁吉亚，苏俄则归还卡尔斯州。
条约第三条规定，在阿塞拜疆的保护下建立自治的纳希切万区。第五条确定，在确保土耳其“完全主权”和“其首都君士坦丁堡”安全不受损害的条件下，双方同意将黑海和黑海海峡的地位交由沿岸各国代表会议作最后的决定。
该条约和卡尔斯条约（1921年10月13日签署）所确立的土耳其与格鲁吉亚、亚美尼亚、阿塞拜疆之间边界仍然保持至今。
2015年土耳其击落俄罗斯战斗机事件发生后，俄土关系趋于紧张，有俄共成员提议废除莫斯科条约。起初俄罗斯外交部曾考虑过这一行动，以向土耳其总统埃尔多安表达俄方立场。不过后来为了缓和两国关系，这一想法被取消。